# 僕たちの未来 (藤田ゆうみん/渡部絢也の曲)
「僕たちの未来」（ぼくたちのみらい）は、藤田ゆうみんと渡部絢也の楽曲。2014年（平成26年）に秋田県で開催された国民文化祭のテーマソングとして作成された。
作詞は「秋田のこどもたち」名義で大木彩乃が補作、作曲・編曲・プロデュースはha-j。

## 解説
2014年（平成26年）に秋田県で開催された第29回国民文化祭のテーマソングとして、開催1年前の2013年（平成25年）10月に作成・発表された楽曲である。作詞は県内児童から歌詞に採り入れて欲しいフレーズを募集し、大木と歌唱者の藤田・渡部を審査委員としてまとめたもので仙北市（旧仙北郡角館町）出身のha-jがプロデュースしている。
秋田県では1930年（昭和5年）に制定された「秋田県民歌」と1959年（昭和34年）に制定された「県民の歌」の2曲が県民歌として並立し、人口に膾炙しているため長らく新規に県民愛唱歌を作成する動きが無かったものの、国民文化祭を機に作成された「僕たちの未来」は閉幕後に「文化の力で地域を元気に」していく取組の象徴として県から「秋田の元気の歌」の指定を受けており、積極的な活用が呼びかけられている。